# Karl Hax
Karl Hax, geb. Carl Georg Otto Hax (* 13. November 1901 in Köln; † 13. März 1978 ebenda), war ein deutscher Professor für Versicherungsbetriebs- und Personalbetriebslehre und Rektor der Universität Frankfurt. Er hatte Professuren in Darmstadt und Frankfurt am Main inne. In Köln war er Direktor des Instituts für Versicherungswissenschaft.

## Leben
Hax studierte ab 1921 Wirtschaftswissenschaften in Köln und wurde 1926 bei Eugen Schmalenbach zum Dr. rer. pol promoviert und gilt damit als Vertreter der „Kölner Schule“. Zum 1. Mai 1937 trat er der NSDAP bei (Mitgliedsnummer 4.068.005). 1943 habilitierte er sich unter der Betreuung von Walter Rohrbeck an der Universität Köln. Nach seiner Entlassung aus der Kriegsgefangenschaft wurde er 1946 zunächst kommissarischer Leiter des Instituts für Versicherungslehre an der Universität Köln. Von 1949 bis 1952 war er Professor der Betriebswirtschaftslehre an der Technischen Hochschule Darmstadt, von 1952 bis 1969 Professor der Betriebswirtschaftslehre an der Universität Frankfurt a. M. Von 1959 bis 1960 hatte er eine Gastprofessur an der School of Business Administration der Universität Kōbe inne.

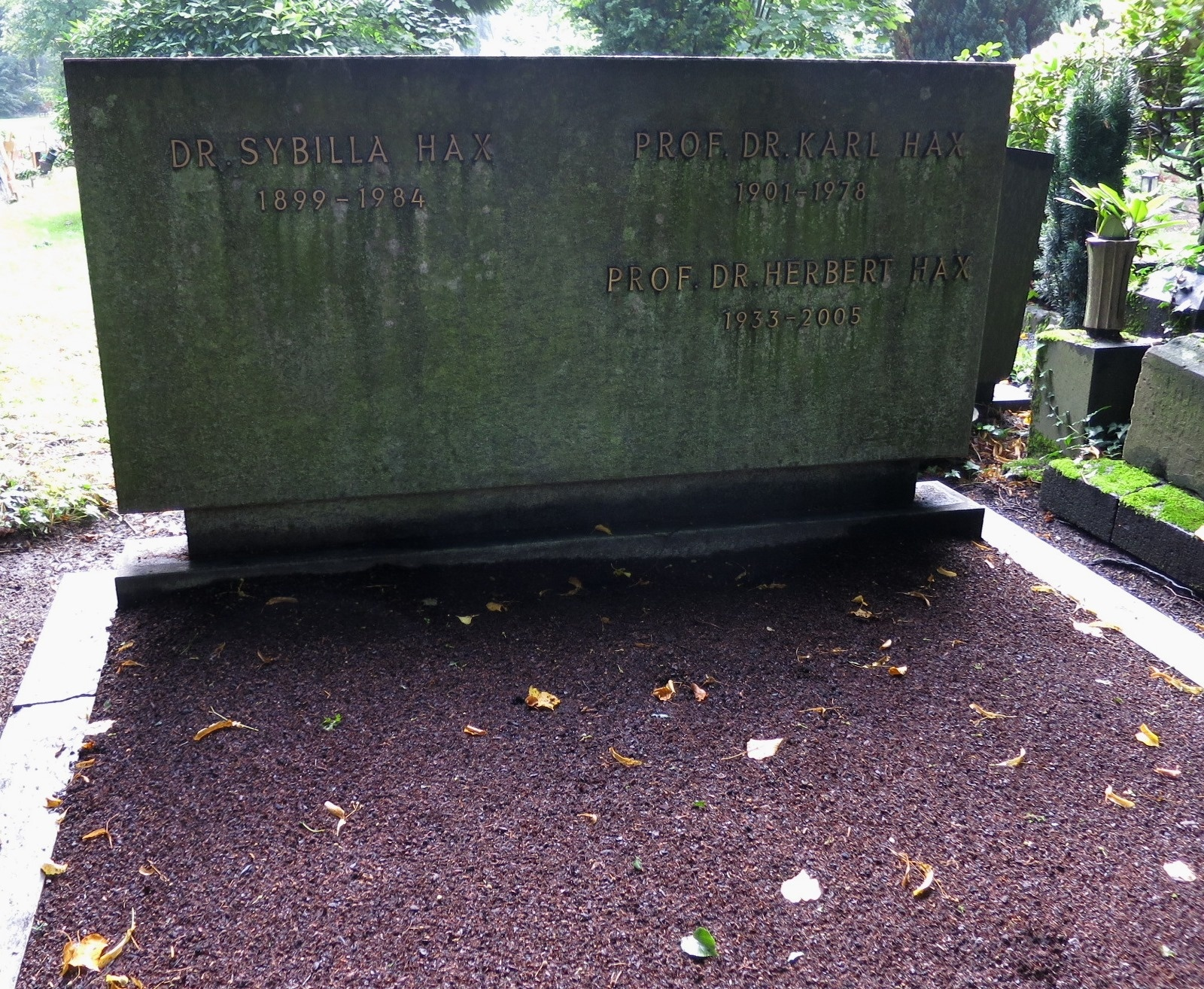
Grab der Familie Hax auf Melaten-Friedhof

Von 1951 bis 1974 gehörte er dem Aufsichtsrat der Mannesmann AG an, von 1962 bis 1976 war er Mitglied des Aufsichtsrates der Gothaer Versicherungen, seit 1970 dessen Vorsitzender.
Er gehörte zu den ersten Autoren in der Fachzeitschrift Der Betrieb.
Hax war seit 1929 mit Elisabeth Sibylla Konz (1899–1984) verheiratet. Ihr gemeinsamer Sohn war der Wirtschaftswissenschaftler Herbert Hax. Karl Hax verstarb 1978 im Alter von 76 Jahren. Die Familiengrabstätte befindet sich auf dem Kölner Friedhof Melaten (Lit. O).

## Ehrungen
- 1972: Großes Verdienstkreuz der Bundesrepublik Deutschland

## Publikationen (Auswahl)
- Der Gewinnbegriff in der Betriebswirtschaftslehre. Gloeckner, Leipzig 1926 (= Dissertation Universität Köln)
- Die Betriebsunterbrechungsversicherung. In: 50 Jahre materielle Versicherungsaufsicht, hrsg. von Walter Rohrbeck; 2: Entwicklung und Fortschritt in den beaufsichtigten Institutionen. Duncker & Humblot, Berlin 1952, S. 203–208
- Die Substanzerhaltung der Betriebe. Westdeutscher Verlag, Köln u. a. 1957
- Japan, Wirtschaftsmacht des fernen Ostens: ein Beitrag zur Analyse des wirtschaftlichen Wachstums. Westdeutscher Verlag, Köln 1961 (Die industrielle Entwicklung. Abt. A, Untersuchungen zur Volkswirtschaftspolitik 13)
- Grundlagen des Versicherungswesens. Betriebswirtschaftlicher Verlag Gabler, Wiesbaden 1964 (Die Versicherung; 1)
- Grundlagen der Betriebsunterbrechungsversicherung. 2. Aufl. Westdeutscher Verlag, Köln 1965
- Die Entwicklungsmöglichkeiten der Individualversicherung in einem pluralistischen System der sozialen Sicherung. Kohlhammer, Stuttgart 1968
- Grundlagen der Unternehmungswirtschaft in Brasilien. Westdeutscher Verlag, Köln 1968
- Kapitalbeteiligungsgesellschaften zur Finanzierung kleiner und mittlerer Unternehmungen. Westdeutscher Verlag, Köln/Opladen 1969
- Personalpolitik und Mitbestimmung. Westdeutscher Verlag, Köln u. a. 1969
- 150 Jahre Gothaer Feuer 1820–1970. [Köln 1970].
- 50 Jahre Gothaer Transport- und Rückversicherung AG 1923–1973. [Köln 1974].
- Personalpolitik der Unternehmung. Rowohlt Taschenbuch Verlag, Reinbek bei Hamburg 1977

## Publikationen zu Ehren Karl Hax’
- Adolf Moxter: Produktionstheorie und Produktionsplanung: Karl Hax zum 65. Geburtstag. Westdt. Verlag, Köln u. a. 1966; Festschrift.
- Unternehmensführung, Unternehmensrechnung und Fertigungswirtschaft: Karl Hax zum 75. Geburtstag. Westdt. Verlag, Opladen 1995; Festschrift (Schmalenbachs Zeitschrift für betriebswirtschaftliche Forschung, 28, 10/11).
- Gert Laßmann: Neuere Ansätze der Betriebswirtschaftslehre – in memoriam Karl Hax: anlässlich der 100. Wiederkehr des Geburtstages von Professor Dr. Dres. h.c. Karl Hax am 13.11.2001. Verl.-Gruppe Handelsblatt, Düsseldorf 2001, Festschrift (Schmalenbachs Zeitschrift für betriebswirtschaftliche Forschung, Sonderheft 47)